# 古屋正成
古屋 正成（ふるや まさしげ）は日本の画家。主に絵画を制作する画家として活動している。

## 主な活動

### 個展
- 2012年
  - Masashige Furuya×Penthouse Cafe常設展示記念個展（Penthouse Cafe、東京都新宿区）
  - Masashige Furuya solo exhibition〜The important thing to look stupid〜（Ouchi Gallery、ニューヨーク州ブルックリン）
- 2003年
  - 古屋正成自画像展（GALLERY ZO、東京都新宿区）

### グループ展
- 2012年
  - Share Exhibition（ギャルリーくさ笛、名古屋中区）
  - EAST&WEST The 6th 100 Artist Exhibition in ITALY（Sala dei Templari、イタリア モルフェッタ）
- 2011年
  - studio u5 artist archives vol.1（studio u5、埼玉県朝霞市）
  - みなとメディアミュージアム2011（那珂湊商店街、茨城県ひたちなか市）
  - もうひとつのトビラ2011『尾久発01』（北井画廊、東京都荒川区）
  - 100 Artist Exhibition（Ouchi Gallery、ニューヨーク州ブルックリン）
- 2010年 
  - 千代田芸術祭 3331アンデパンダン展（3331 Arts Chiyoda、東京都千代田区）
  - みなとメディアミュージアム2010（那珂湊商店街、茨城県ひたちなか市）
  - Art Yard informer創刊5周年記念イベント「Tokyo Edge」（渋谷 O-nest、東京都渋谷区）
  - Contemporary ART 現代美術アーティストファイル出版記念展（ART BOX GALLERY、東京都新宿区）
  - 素〜SO〜展（サロン ド フルール、東京都港区）
- 2008年
  - エイズチャリティー美術展（品川区民ギャラリー、東京都品川区）
- 2007年
  - マダガスカル日本友好支援アート展（NHKふれあいホールギャラリー、東京都渋谷区）
- 2006年
  - アートフェスティバル2006（キンテックス、韓国ソウル）
- 2002年
  - 生－sei－展（金井画廊、東京都中央区）
- 2001年
  - THE LUNCH 展（そらま、東京都高田馬場）

## 単著による出版物
- 2022年  『今夜すべての酔っ払いへ』  ASIN B0B4H5K32BAmazon Services International,  Inc.